# Batalla del paso de Kasserine
La batalla del paso de Kasserine fue un enfrentamiento bélico ocurrido en febrero de 1943 durante la Campaña de Túnez de la Segunda Guerra Mundial. Esta batalla tuvo lugar en el paso de Kasserine, que es una brecha de 3.2 km de ancho en la cordillera del Atlas en el oeste de Túnez. 
En ella se enfrentaron las fuerzas del Eje, lideradas por el Mariscal de campo Erwin Rommel con el Deutsches Afrikakorps (DAK), dos divisiones panzer del 5.º Ejército Panzer comandadas por Hans-Jürgen von Arnim y por una parte de la 131.ª División blindada Centauro del Regio Esercito de Italia a cargo del General Carlo Calvi di Bergolo y las fuerzas aliadas dirigidas por el General estadounidense Lloyd Fredendall con el II Cuerpo del Ejército de los Estados Unidos, la 6.ª División Blindada británica dirigida por mayor general Charles Keightley y el Primer Ejército británico liderado por el teniente general Kenneth Anderson. 
La batalla fue el primer enfrentamiento importante entre las fuerzas estadounidenses y la fuerzas del Eje en la Campaña de África del Norte durante la Segunda Guerra Mundial. Las tropas estadounidenses sin experiencia y mal dirigidas, sufrieron enormes bajas y fueron rápidamente rechazadas a más de 80 km de sus posiciones iniciales al oeste del paso de Faïd. Este enfrentamiento dejó enorme secuelas en las fuerzas estadounidenses, si bien el desastre completo se había evitado, la Batalla del paso de Kasserine fue una de las derrotas humillantes para las fuerzas estadounidenses en su primer choque importante con los alemanes.
Esta batalla fue una de las últimas victorias de Rommel en el Norte de África, pero la falta de suministros de las fuerzas italo-alemanas en Túnez les impidió sacar provecho de esta victoria.

Mapa de Túnez y Argelia durante la campaña de 1942-1943.

| Campaña de Túnez | Campaña de Túnez |
| --- | ---------------- |
| |                  |
| - Carrera por Túnez - Sidi Bou Zid - Kasserine - Línea Mareth - Capri - El Guettar - Pugilist - Supercharge II - Flax - Vulcano - Retribución |                  |

## Antecedentes

### Avances aliados
Las fuerzas anglo-estadounidenses desembarcadas en Argelia y Marruecos habían penetrado en Túnez entre noviembre y diciembre de 1942, con la idea de tomar el norte del país antes de que las fuerzas del Eje lograran establecerse y antes de que volviera Rommel de su expedición en Egipto. Después de fracasar en el intento, los Aliados dirigieron sus esfuerzos al intentar cortar la retirada hacia Túnez que el ejército alemán se había visto obligado a emprender tras su desastre en El Alamein, empujado por el ejército británico de Bernard Montgomery.
El 23 de enero de 1943 el 8.º Ejército Británico de Montgomery tomó Trípoli, la capital de la Libia italiana y principal base de suministros de Rommel. El mariscal alemán ya se había planteado esta posibilidad y había establecido en la ciudad de Túnez su base de suministros, con la idea de utilizar la Línea Mareth en el sureste del país para bloquear a los británicos. Por el oeste se encontraba la amenaza de los británicos y norteamericanos, que a comienzos de 1943 habían consolidado sus bases en Argelia y extendían sus fuerzas a lo largo de la cordillera del Atlas. En contraposición a los planes se encontraban los recientes avances de las tropas aliadas, que para entonces ya habían cruzado las cordilleras y habían establecido una base de operaciones en Faïd, a los pies de las montañas. Esto los dejó en una excelente posición para empujar a la costa a las fuerzas de Rommel en el sur de Túnez y cortar su línea de suministros.

### Planes del Eje
En este punto, hubo algunas discusiones en el campo del Eje sobre qué hacer a continuación. Aunque toda Túnez estaba bajo el control del Eje, había poco que hacer hasta la llegada del 8.º Ejército a la Línea Mareth. Finalmente, Rommel decidió que su próxima acción debía ser atacar a través del paso de Kasserine a la fuerza principal del II Cuerpo estadounidense en Tébessa. De esta forma, podría capturar importantes bases de suministros aliados en el lado argelino y eliminar la amenaza militar que se cernía sobre el flanco occidental. El 18 de febrero, Rommel presentó sus propuestas a Albert Kesselring, quien a su vez las remitió al Comando Supremo (Alto Mando italiano) de Roma con su plena aprobación.
A las 13:30 del 19 de febrero, el mariscal de campo Rommel recibió el visto bueno del Comando Supremo sobre un plan revisado. Recibiría el control de las divisiones Panzer 10.ª y 21.ª transferidas del 5.º Ejército Panzer de von Arnim y atacaría a través de los pasos de Kasserine y Sbiba hacia Thala y el norte, despejando la zona y amenazando los flancos del I Ejército Británico. Rommel estaba horrorizado. Este plan le dispersaba la concentración de sus fuerzas y, una vez que los tanques atravesaran los pasos montañosos, dejaba peligrosamente expuestos sus flancos. Aunque un ataque concentrado en Tébessa implicaba algún riesgo, podría llevar a la captura de suministros muy necesarios, destruir el potencial aliado en el Túnez central y posiblemente daría a la Luftwaffe una base avanzada en el campo de aviación de Youks-les-Bains, al oeste de Tébessa.

## Desarrollo de las operaciones

### Comienzo de las operaciones

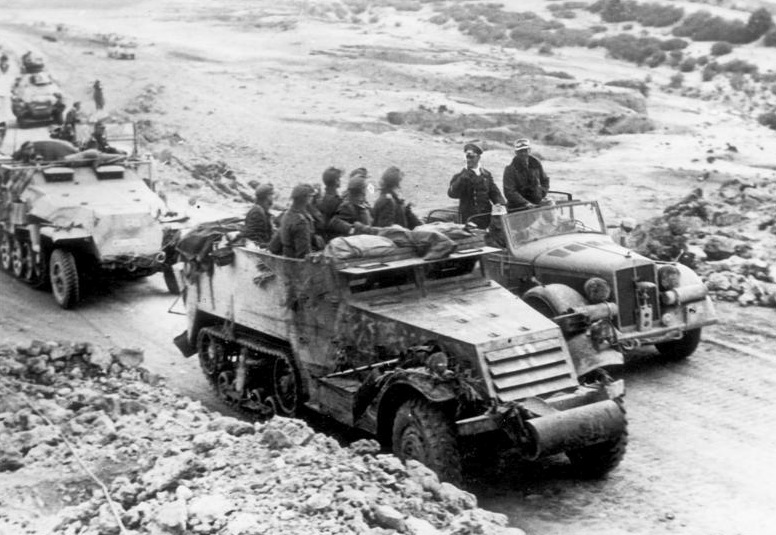
Erwin Rommel y Fritz Bayerlein junto a otros oficiales y soldados del Afrika Korps sobre un Semioruga M3 capturado a los estadounidenses, durante el cruce del paso de Kasserine.

En las primeras horas del 19 de febrero, Rommel ordenó al Grupo de Asalto del Afrika Korps atacar el paso de Kasserine. A la 21.ª División Panzer situada en Sbeitla se le ordenó avanzar hacia el norte a través del paso de Kasserine. El Kampfgruppe von Broich, el grupo de batalla desenganchado por von Arnim de la 10.ª División Panzer, recibió la orden de concentrarse en Sbeitla para estar preparado cuando comenzase la acción. Dada la escasez de combustible del ejército de Rommel, los Aliados no esperaban que este intentaría realizar maniobras en profundidad hacia el oeste, atravesando por el paso de Kasserine, sino que continuaría con su retirada hacia el norte para acortar su línea de abastecimiento con el puerto de Túnez. Por ello acumularon sus tropas al norte del mismo, a ambos lados de la cordillera.
En el área de Sbiba se había instalado la 6.ª División Blindada británica de cara a las fuerzas blindadas alemanas que avanzaban. También estaban presentes algunas unidades norteamericanas de infantería y artillería, elementos de dos regimientos británicos de artillería antitanque y algunos destacamentos franceses. La 21.ª Panzer hizo un pequeño avance contra este combinado de fuerzas y tras contactar con ellos, para el 20 de febrero los había derrotado y puesto en retirada. Rommel, al comprobar la posición que habían tomado las fuerzas enemigas, vio que se le ofrecía la posibilidad de efectuar un avance rápido a través del paso de Kasserine hasta Tébessa, donde se encontraban los importantes depósitos de aprovisionamiento aliados. Comenzó desplegando tropas para retener a las fuerzas enemigas situadas al este de la cordillera y a continuación atacó rápidamente el paso, abrió el camino y comenzó a atravesarlo. Al tener noticia los Aliados de que los alemanes se estaban abriendo paso en Kasserine, desplazaron las tropas situadas al oeste de la cordillera hacia el paso para frenarlo allí. Fue entonces cuando a Rommel se le presentó la oportunidad de realizar en tierra el movimiento conocido en batallas marinas como cruzar la T.

### Kasserine

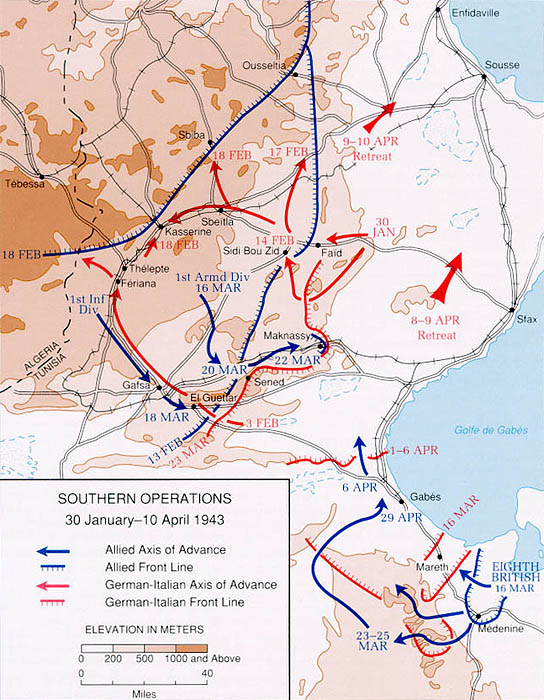
Operaciones en Túnez entre enero y abril de 1943, entre ellas los avances durante los combates en Kasserine y la ofensiva de Rommel.

Defendiendo el paso se encontraba una fuerza que agrupaba a un batiburrillo de unidades norteamericanas de infantería, artillería e ingenieros. En las colinas del oeste estaba la Fuerza Especial del general Welvert, que agrupaba un batallón estadounidense de Rangers, 3 batallones de infantería francesa, 6 batallones de artillería y destacamentos menores. Más al oeste la Fuerza Especial Bowen bloqueaba el camino de Feriana a Tébessa. Entre Tébessa y la Fuerza Especial Bowen se hallaba la 1.ª División Blindada estadounidense en reorganización, aunque solo el Comando de Combate B estaba en condiciones de combatir. Las posiciones del Paso se hallaban a las órdenes del coronel Alexander Stark.
Un intento inicial de sorprender a los defensores de Kasserine mediante un rápido empuje de la 33.ª Unidad de Reconocimiento falló y un batallón de granaderos Panzer se situó a los pies del paso y otro en Jebel Semmama, la colina de su flanco oriental. Sólo se hicieron lentos progresos frente al fuego de la artillería defensiva y los tanques del 1/8.º Regimiento Panzer planearon continuar avanzando al mediodía, pero obtuvieron pocos resultados frente a una defensa a ultranza. Frustrado por la falta de progresos, Rommel decidió dirigir sus unidades desde la 10.ª División Panzer al paso de Kasserine por la mañana siguiente en un ataque coordinado con el Grupo de Asalto del Afrika Korps, al que a su vez se unirían elementos de la 131.ª División blindada italiana Centauro. Mientras tanto refuerzos aliados de la 6.ª División blindada británica estaban llegando a Thala. Después de hacer un reconocimiento preliminar, el comandante de la 26.ª Brigada Blindada británica decidió intervenir. Sin embargo, el Estado Mayor del Primer ejército le restringió al envío de pequeños grupos de combate para interceptar a los alemanes.
Al anochecer, las posiciones estadounidenses sobre las colinas con vistas al paso fueron sobrepasadas y a las 8:30 de la mañana los granaderos Panzer alemanes y los Bersaglieri italianos reanudaron el ataque. A la 1 de la tarde, Rommel cogió dos batallones de la 10.ª Panzer y los combinó para tratar de romper las defensas aliadas. Los supervivientes estadounidenses hicieron una desorganizada retirada hasta la salida occidental del paso en Djebel el Hamra, a donde estaba llegando la 1.ª División Blindada del Comando de Combate B. Rommel tuvo especiales palabras de alabanza para el 7.º Regimiento Bersaglieri de la Centauro, que había atacado furiosamente y cuyo comandante, el coronel Luigi Bonfatti, cayó abatido durante el ataque. Los blindados italianos y alemanes llegaron antes a la salida del paso que los Aliados y así, mientras seguían dirigiéndose hacia el oeste, a medida que salían del boquete del paso, giraban sus torretas hacia el norte, cañoneando a las tropas aliadas que se acercaban hacia ellos. En la salida de Thala, la fuerza aliada comenzó una pequeña retirada para reubicarse 10 km atrás y durante la misma perdió todos los tanques. El 20 de febrero, las fuerzas del Eje alcanzaron sus objetivos y estaban preparadas para atacar tanto hacia Tébessa como hacia Thala. Pero por el momento, ambas partes hicieron una pausa para preparar sus operaciones al día siguiente.

### Djebel el Hamra

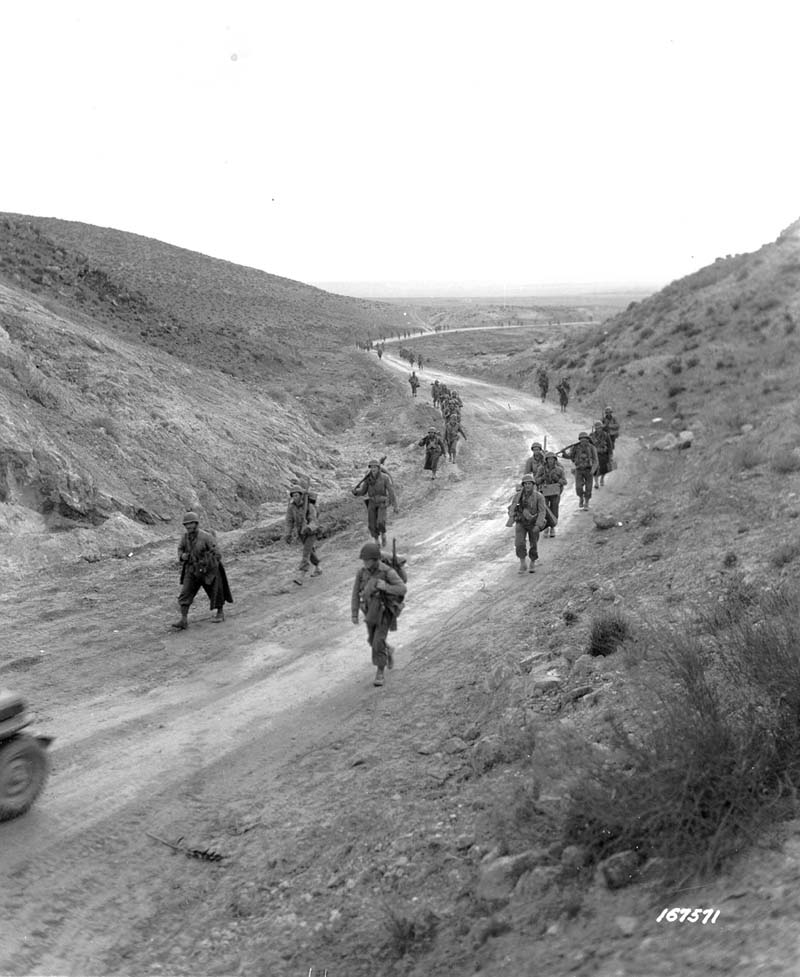
Tropas del 16.º Regimiento estadounidense atravesando el paso de Kasserine (26 de febrero de 1943)

El Grupo de Asalto del Afrika Korps comenzó a moverse a lo largo del valle del río Hatab hacia Haidra y Tébessa al atardecer del 21 de febrero y avanzaron hasta que se encontraron con los defensores aliados, consistentes en el 16.º Regimiento de Infantería de la 1.ª División de Infantería y el Comando de Combate B de la 1.ª División Blindada en Djebel el Hamra. Las fuerzas germano-italianas se detuvieron y pese a la fuerte presión, incluyendo ataques aéreos, no pudieron desalojar a los defensores estadounidenses. Después de haber detenido a las unidades del Eje en su avance hacia Tébessa, los generales aliados Robinett y Allen volvieron ahora su atención a la planificación de un contraataque que se llevaría a cabo al día siguiente, el 22 de febrero. Los planificadores aliados estaban molestos por el curso de la batalla y las fuerzas del Eje lanzaron otro asalto a la posición de EE. UU. en la mañana del día 22. Mientras que los defensores estadounidenses se veían forzados a mantener la línea defensiva, a mediados de la tarde la infantería y los tanques estadounidenses lanzaron un contraataque que derrotó a las fuerzas germano-italianas. Fueron hechos más de 400 prisioneros entre las fuerzas del Eje cuando el contraataque aliado presionó contra la posición del Afrika Korps.

### Resistencia aliada
Los Aliados sufrieron grandes bajas tanto al intentar el avance como durante la retirada a la que se vieron obligados, al estar continuamente bajo el fuego de la columna de los blindados alemanes a medida que estos iban saliendo del paso. Pocos kilómetros más adelante, la fuerza alemana se encontró con una inesperada resistencia aliada parapetada que no pudieron vencer con la rapidez requerida, por lo que ante la posibilidad de quedarse sin combustible, Rommel abandonó su intento y volvió sobre sus pasos al punto de partida de la operación.
Con sus fuerzas demasiado diseminadas e inmovilizadas por la artillería de los Aliados, sus suministros disponibles en constante disminución, y haciendo frente a los contraataques norteamericanos a lo largo del río Hatab, Rommel se dio cuenta de que su ataque había sido detenido. En Sbiba, a lo largo del río Hatab, y ahora en Thala, fracasaron los esfuerzos de las fuerzas italo-alemanas para abrir una brecha decisiva en las líneas aliadas. Con pocas perspectivas de un mayor éxito, Rommel consideró que sería más prudente concentrarse en el sur de Túnez y asestar un golpe al 8.º Ejército. Le quedaba el consuelo de haber infligido un gran número de pérdidas al enemigo y de que las concentraciones aliadas en la zona de Gafsa - Sbeitla habían sido destruidas. El 23 de febrero, durante el encuentro de Rommel con Albert Kesselring y su jefe de Estado Mayor, Siegfried Westphal, estos intentaron convencer a Rommel de que cambiase de parecer, argumentando que todavía existían posibilidades de éxito. Sin embargo, Rommel fue firme: Kesselring finalmente estuvo de acuerdo y las órdenes formales del Comando Supremo en Roma fueron emitidas por la noche, deteniendo la ofensiva y ordenando la vuelta de todas las unidades del Eje a sus posiciones iniciales. Ese mismo día, un ataque aéreo masivo de la Fuerza Aérea estadounidense sobre el paso montañoso aceleró la retirada alemana, y al atardecer del 24 de febrero, el paso había sido ocupado de nuevo por los Aliados. Sidi Bouzid y Sbeitla fueron recuperadas poco después.

## Consecuencias

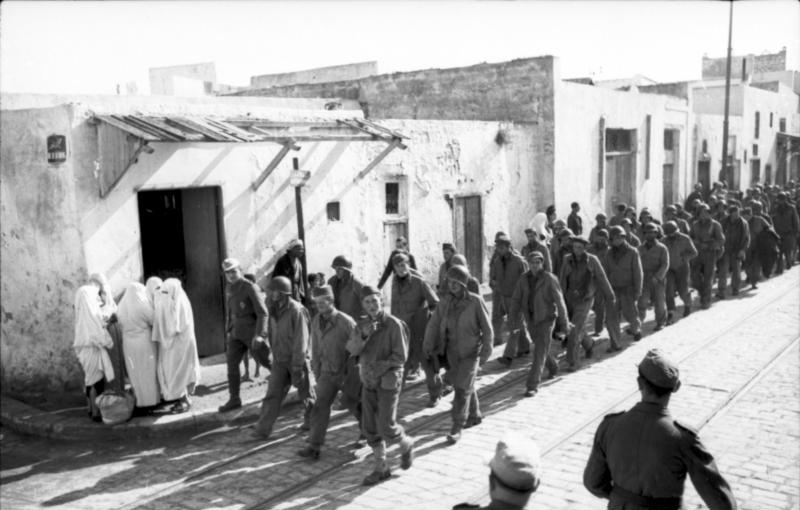
Tropas estadounidenses tomadas prisioneras por los alemanes marchando por una aldea tunecina.

A pesar de que Rommel no consiguió obtener el resultado previsto con su ataque, al ser rechazado en su avance hacia Tébessa, los Aliados consideraron como vencedor al alemán, debido a las importantes bajas sufridas por ellos. El general Eisenhower más tarde confirmó junto al general Omar Bradley y otros oficiales que los subordinados de Fredendall no tenían confianza en él como su comandante. El general británico Harold Alexander comentó con los oficiales norteamericanos: "Estoy seguro que ustedes tienen mejores hombres que él".
En el transcurso de esta batalla, el oficial de reconocimiento alemán, teniente-coronel Claus von Stauffenberg, futuro conspirador contra Hitler, fue herido de gravedad al ser atacado su vehículo por un avión británico.[cita requerida]